# Gracious!
Gracious! foi uma banda britânica de rock progressivo. Ela teve um primeiro período de atividade entre os anos de 1967 a 1971, quando gravou dois álbuns, e um segundo na década de 1990, quando gravou um terceiro.
As origens da banda estão na longa amizade entre o vocalista Paul 'Sandy' Davis e o guitarrista Alan Cowderoy, que se conheceram quando frequentavam a mesma escola em Esher, Surrey, entre 1959 e 1965. Ela era uma escola católica, e quando eles decidiram formar uma banda juntos, eles escolheram o nome mais controverso que dois garotos de doze anos de idade poderiam escolher - Satan's Disciples (em português, “discípulos de satã”). Inevitavelmente, quando tocando em concertos na escola, eles tiveram que mudar o nome para The Disciples. Davis era o bateria e vocalista, e Cowderoy tocava a guitarra solo; os outros dois colegas de escola tocavam baixo e guitarra base. Em 1968, Martin Kitcat e Mark Laird entraram para banda no piano elétrico Hohner e no baixo respectivamente. Davis ainda era o baterista bem como o vocalista, mas Robert Lipson, que tocava em uma banda rival de Esher, concordou em entrar para a banda, permitindo que Davis tomasse a frente do palco pela primeira vez.
A sonoridade inicial da banda era influenciada pelo Cream e pelo movimento do blues britânico, e uma das primeiras gravações profissionais da banda foi o cover de uma canção de John Mayall. Em certo ponto, o grupo estava ensaiando em um prédio abaixo do flat de Eric Clapton em Londres, e um dia Clapton fez uma visita durante um ensaio e acabou fazendo uma jam session com a banda. Mais importante, entretanto, foi o interesse de Pete Townshend, que os levou a ser o ato de abertura do The Who em uma turnê em 1968.
Naquela época, eles haviam se afastado de suas origens blueseiras e desenvolveram uma identidade com um sabor mais "pop", conseguindo um acordo para gravar um álbum sob a direção do produtor Norrie Paramor, conhecido por uma série de hits dos anos 1960 com Cliff Richard e The Shadows. As funções de produção foram atribuídas de fato à Tim Rice (que mais tarde tornou-se o letrista de Andrew Lloyd Webber), que então trabalhava para Paramor. As sessões em um não mais existente estúdio na Denmark Street produziram dez faixas, uma mistura eclética e excêntrica de material que ia de covers influenciados pelo Vanilla Fudge à composições originais escritas por Davis e Kitcat que soavam como uma combinação de Moody Blues com The Beatles. Dessa sessão, duas faixas apareceram no single lançado pela Polydor contendo as canções "Beautiful" e "Oh What A Lovely Rain", mas nenhuma das outras canções foi ouvida até 1994, quando outras quatro canções apareceram na coletânea Buried Treasures.
A essa altura eles haviam mudado o seu nome para Gracious, por ideia de seu primeiro empresário, David Booth (mais tarde sucedido por Peter Abbey). Ele tinha dois significados - ou "gracious!" como uma exclamação de surpresa, ou "gracious" como em boas maneiras, polido, etc. O ponto de exclamação (!) foi adicionado quando a capa do primeiro álbum foi preparada. No terceiro show do grupo sob o novo nome, eles estavam compartilhando o cartaz com o King Crimson, em 11 de julho de 1969 no Beckenham's Mistrale Club - "aquilo mudaria as nossas vidas", Lipson comentaria mais tarde, "Martin arranjou um Mellotron e nós saímos da realidade!".
Em 1969, os então recentemente renomeados Gracious! excursionaram pela Alemanha durante seis semanas, tocando em locais como o lendário The Star-Club em Hamburgo. Adicionalmente à formação acima mencionada, eles incorporaram um músico para fazer backing vocals chamado Keith Ireland, e Tim Wheatley entrou como roadie e motorista. Como Laird não estava acompanhando musicalmente o resto da banda, Wheatley apareceu em um ensaio e ficou com a vaga deste. Ireland saiu quando o resto da banda passou a fazer backing vocals. Em seu retorno da Alemanha, o Gracious! tocou no circuito de shows do Reino Unido e Brian Shepherd, então chefe da Vertigo, veio assisti-los e os ofereceu um contrato de gravação tipicamente pequeno.
Analisando o que aconteceu, os membros do Gracious! sentem que a energia de seus shows não foi adequadamente capturada em seu primeiro álbum, que foi gravado nos estúdios de Londres da Philips perto de Marble Arch (posteriormente conhecido como Solid Bond após ter sido comprado por Paul Weller). "Quando nós inicialmente entramos em estúdio para gravar "The Dream", nós sinceramente esperávamos gravar em pequenas partes", recorda-se Cowderoy. "Entretanto, nosso produtor Hugh Muphy [que mais tarde ganhou fama como produtor do sucesso de vendas "Baker Street" de Gerry Rafferty] insistiu que nós o fizéssemos em uma tomada no estúdio, e fizéssemos alguns overdubs depois... O primeiro álbum, embora menos amadurecido do que o segundo, tinha mais direção e era mais focado - embora "Fugue In D Minor" sempre tenha sido uma esquisitice". O álbum atraiu muita atenção e Kid Jensen, um popular DJ da Radio Luxembourg na época, repetidamente dedicou quase todo o seu programa de uma hora de duração ao Gracious!.
A banda escreveu diversas peças longas, a começar por uma ópera escrita por Davis/Kitcat chamada de "Opus 41", baseada nas "Quatro Estações", que nunca foi gravada (eles chegaram a mostrar a peça para Paramor, mas o grande produtor aparentemente não ficou interessado). Mesmo as suas canções mais curtas frequentemente ganhavam 10 minutos de duração quando tocadas ao vivo. A peça central do segundo álbum da banda, gravado no começo de 1971 no Olympic Studios, era uma suíte de 25 minutos e diversas partes chamada "Supernova", inspirada na mais curta história sobre fantasma jamais escrita: "o último homem vivo na Terra estava sentado em casa quando de repente foi dada uma batida na janela". Recorda-se Cowderoy, "Não era moda, embora muitos grupos da época tocassem peças musicais longas. Aparentemente Pete Townshend achou a ideia ótima! O segundo lado do álbum tinha uma abordagem diferente - Tim, Robert e eu tínhamos mais a ver com ele. A única canção que não funcionou foi "Hold Me Down", que foi escrita apenas para preencher a última parte do álbum". Apesar da opinião do músico, essa canção também é apreciada pelos admiradores da banda.
Quando foi lançado, o segundo álbum foi intitulado This Is..., mas originalmente ele seria chamado de Supernova. Entretanto, Cowderoy explica, a "Vertigo não estava tendo muito sucesso com os grupos progressivos, e ele não foi considerado comercial o suficiente para ser lançado. Ele foi posteriormente lançado pelo selo internacional da Philips como parte da série de baixo preço 'This Is...'. A execução no segundo álbum foi muito melhor, mas ele foi lançado após a separação da banda, então não houve qualquer tipo de publicidade, e, portanto, nenhuma atenção da mídia".
Sobre o fim da banda, Cowderoy explica: "Robert saiu primeiro. Nós continuamos com um novo baterista [Chris Brayne], mas a magia e camaradagem estavam desaparecendo. Martin foi o seguinte a sair". O quarteto restante excursionou pela Alemanha no verão de 1971, com Davis assumindo o Mellotron cumulado com a função de vocalista. "Tim e eu entramos em outra banda por pouco tempo, mas nunca encontramos qualquer outra pessoa que pensasse como nós". Não foi a rejeição ao álbum que forçou a banda a se separar, mas o fato de que eles simplesmente não estavam lucrando o suficiente para sobreviver. Também havia diferenças pessoais e musicais na banda. Diz Lipson, "Eu penso que nós três e Martin e Sandy estávamos muito separados. Nós até mesmo íamos aos shows separadamente – nós apenas nos encontrávamos no palco". Wheatley confirma: "Eu não posso acreditar o quanto conflituosa a banda era, mas de uma maneira que a dissensão era parte da criatividade, não há dúvidas sobre isso".
Após a separação, comenta Lipson: "não integrei outra banda, eu fui para o negócio familiar, casei, e fiz todas aquelas coisas de pressão do grupo. Eu senti falta daquilo desesperadamente. Nós tivemos uma reunião cerca de um ano mais tarde no Marquee [ 6 de abril de 1972], e realmente doeu ter que ir para casa após o show". Cowderoy foi trabalhar para a Decca, "do lado legítimo. Martin estava trabalhando como promotor na Burlington Music, e quando ele conseguiu outro trabalho na Capitol, ele sugeriu que eu me candidatasse a esse antigo trabalho. A ironia é que o trabalho seguinte que eu consegui foi dirigir a Vertigo por três anos!". Mais tarde, ele trabalhou para a Stiff Records, A&M e teve várias outras colocações executivas, e Kitcat, que o havia ajudado a começar a sua carreira no lado empresarial da música, desistiu de ser músico e acabou mudando-se para a  América. De acordo com Lipson, "ele não tocou em um teclado desde então, e vendeu o seu equipamento". Wheatley, após uma mal-sucedida audição para o Supertramp, integrou a banda Taggett, que incluía Colin Horton-Jennings (ex-Greatest Show On Earth), Terry Fogg (baterista, ex-Sounds Incorporated) e Peter Arnesen (que mais tarde tocou teclados para o The Rubettes), e chegou a beirar o sucesso, gravando um álbum para a EMI produzido por Tony Hicks do The Hollies. Posteriormente, ele criou o seu próprio estúdio, e também tocou em um dos dois álbuns solo de Sandy Davis. Davis cantou em Jesus Christ Superstar, escalado por Tim Rice como um músico de estúdio. Após isso, ele montou por um breve período uma dupla de apresentação em pubs com Mike Read, que mais tarde se tornou um famoso DJ, e, por um período maior, tornou-se um dos dois bateristas da banda Headwaiter de Guildford, sendo o outro Greg Terry-Short. Ambos substituíram o baterista original Dave Bidwell anteriormente do Chicken Shack. A banda também incluía o ex-baixista do Camel Doug Ferguson, Tony Leach (piano), Sev Lewkowicz (teclados) e James MacMillan Kean (vocais e flauta). As últimas poucas performances ao vivo do Headwaiter foram sem Sandy Davis, pois Sev Lewkowicz se recusou a excursionar com ele. Antes de Davis finalmente se mudar para a Alemanha, onde ele reside desde então, ele e Wheatley gravaram material juntos, juntamente com Rob Townsend do Family, o tecladista Billy Livsey e a seção de sopros do The Rumour.
Na década de 1990, o selo alemão Repertoire Records relançou o primeiro álbum, e o selo estadunidense Renaissance relançou This Is..., que restaurou a ordem original pretendida para as partes da suíte "Supernova" (devido às limitações de tempo e espaço do formato LP, uma seção do épico, "What's Come To Be", foi removida e posicionada fora de contexto no lado B como uma canção separada). Ela também incluiu a faixa bônus "Once On A Windy Day". "Essa foi escrita como um single, e lançada como tal, mas nunca foi muito executada pelas rádios. Ao vivo, ela evoluiu em um épico grande, teatral (barnstorming), com um solo de piano jazzístico no meio e um longo solo de guitarra no final. Esse era provavelmente o nosso número musical favorito ao vivo".
Quatro faixas (três composições originais de Davis/Kitcat e um cover de "I Put A Spell On You" de Screamin' Jay Hawkins) da sessão de gravação descartada de 1968 (com a presença do baixista original Mark Laird) foram incluídas em uma coletânea lançada pela Renaissance Records chamada Buried Treasures (1994), juntamente com materiais inéditos de Touch e Stray Dog.
O ressurgimento do interesse na banda inspirou os antigos integrantes, e em 1995 Tim Wheatley e Robert Lipson começaram a trabalhar em um novo álbum do Gracious!, após uma proposta de uma gravadora japonesa, com a participação especial de Alan Cowderoy. Eles lançaram um CD intitulado Echo em 1996, com Sev Lewkowicz (teclados, vocais principais e guitarra), Stuart Turner (guitarra) e Richard Ashworth (letras). As canções foram escritas por Lewkowicz, Wheatley, Lipson e Ashworth, e o álbum foi produzido por Lewkowicz e Wheatley. Ele foi lançado pela Centaur Discs.

## Músicos

### Década de 1970
- Paul "Sandy" Davis – vocais principais, guitarra de 12 cordas, percussão
- Alan Cowderoy - guitarra, backing vocals, percussão
- Tim Wheatley - baixo, backing vocals, percussão
- Robert Lipson - bateria
- Martin Kitcat - teclados (mellotron, órgão, Hohner pianet e piano) e backing vocals

### Formação do álbumEcho(1996)
- Sev Lewkowicz: teclados, vocais principais, guitarra
- Tim Wheatley: baixo, guitarra, backing vocals
- Robert Lipson: bateria
- Alan Cowderoy: guitarra (em Oil Pressure)
- Stuart Turner: guitarra

## Discografia

### Álbuns
- Gracious! (Vertigo/Capitol, 1970)

Introduction / Heaven / Hell // Fugue in 'D' Minor / Dream
- This is...Gracious!! (Philips, 1972)

Super Nova (Arrival of the Traveller / Blood Red Sun / Say Goodbye to Love / Prepare to meet thy maker) // C.B.S. / What's Come To Be / Blue Skies And Alibis / Hold Me Down
- Echo (Centaur Discs, 1996)

Echo / Winter / Homecoming / Cynic's gate / Autumn / Mangroove / Summer / Faith / Spring / Oil pressure

### Singles
- Beautiful / What A Lovely Rain (1969)
- Once On A Windy Day / Fugue in 'D' Minor (1970)